# Alphonse Moutte
Jean Joseph Marie Alphonse Moutte (Marsiglia, 4 marzo 1840 – Marsiglia, 21 aprile 1913) è stato un pittore francese.

## Biografia
Moutte iniziò i suoi studi presso il Lycée Thiers. Successivamente studiò presso l'École supérieure d'art et de design Marseille-Méditerranée con Émile Loubon. La sua prima mostra al Salon fu nel 1869, dove vinse anche delle medaglie nel 1881 e 1882.
Tornò a Marsiglia nel 1891 e, quattro anni dopo, succedette a Dominique Antoine Magaud come direttore dell'École. Le sue opere furono esposte nelle gallerie d'arte di tutta la Provenza. 
Ricevette una medaglia d'argento presso l'Esposizione universale di Parigi (1889) e una medaglia di bronzo all'Esposizione di Parigi (1900). Ebbe come studenti Jean-Baptiste Olive e lo scultore Ary Bitter.
Nel 1892 fu eletto membro dell'Académie de Marseille e, nel 1893, diventò cavaliere della Legion d'onore.